# Jean Collet (football, février 1911)
Pour les articles homonymes, voir Jean Collet et Collet.
Ne doit pas être confondu avec Jean Collet, footballeur français né en juin 1911.
Jean Collet est un footballeur belge né le 22 février 1911 à Woluwe-Saint-Pierre et le 30 mars 1976.

## Biographie
Il marque 70 buts en 110 matchs pour le Royal White Star AC, club qui évolue en Division 1 entre 1934 et 1939. Il est le meilleur buteur du Championnat de Belgique en 1937 avec 22 buts.

## Palmarès
- Champion de Belgique D2 en 1934 avec le White Star Woluwe AC
- Meilleur buteur du Championnat de Belgique en 1937 (22 buts) avec le Royal White Star AC.